# Pont-Saint-Mard
Pour les articles homonymes, voir Pont (toponyme) et Saint-Mard.
Pont-Saint-Mard est une commune française située dans le département de l'Aisne, en région Hauts-de-France.

### Localisation

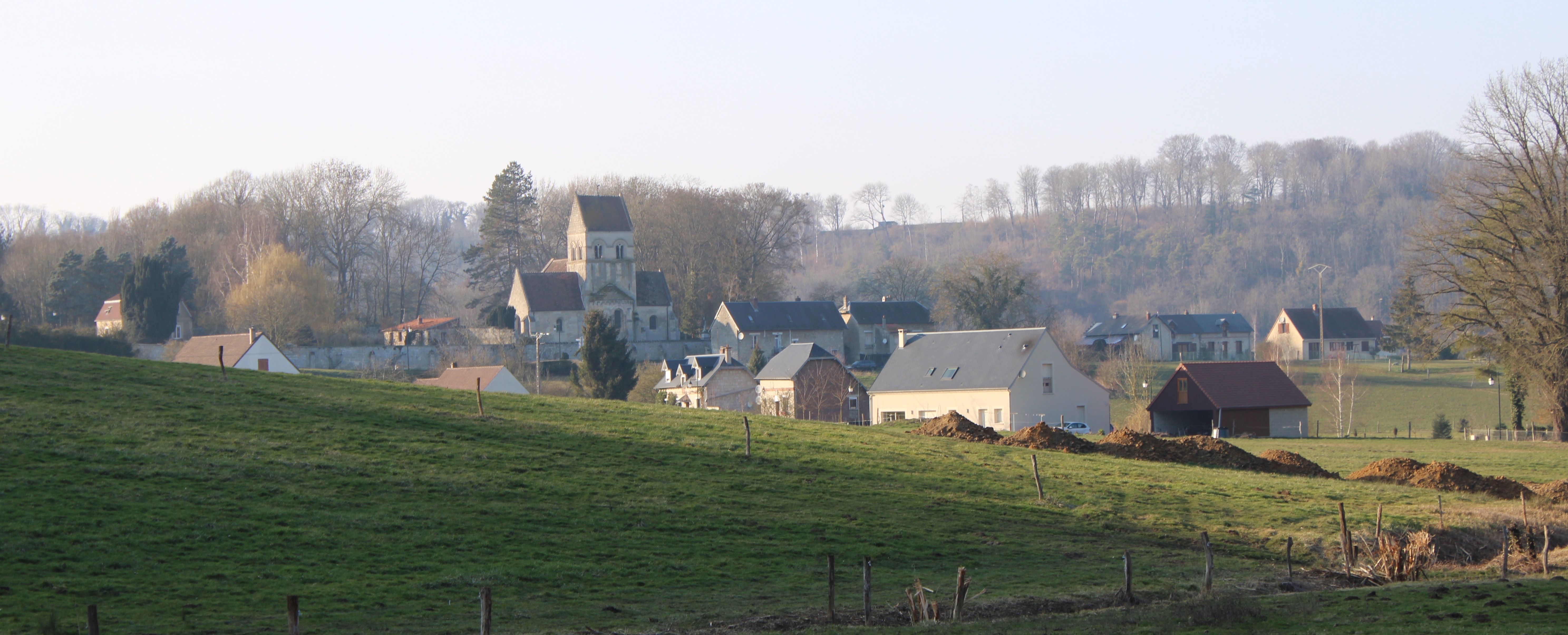
Panorama du village depuis la route de Crécy-au-Mont.

## Géographie

### Hydrographie
La commune est située dans le bassin Seine-Normandie. Elle est drainée par le canal de l'Oise à l'Aisne, l'Ailette, le ru Renault, le canal 01 de la commune de Guny, le cours d'eau 02 de la commune de Crecy-au-Mont, le cours d'eau 02 de la commune de Pont-Saint-Mard, le cours d'eau 03 de la commune de Pont-Saint-Mard, le cours d'eau 05 de la commune de Pont-Saint-Mard et divers bras de l'Ailette,,.
Le canal de l'Oise à l'Aisne est un canal à bief de partage au gabarit Freycinet reliant les vallées de l'Oise et de l'Aisne. Il relie les communes d'Abbécourt et de Bourg-et-Comin en passant sous le tristement célèbre « Chemin des Dames ».
L'Ailette, d'une longueur de 59 km, prend sa source dans la commune de Sainte-Croix et se jette  dans l'Oise (rive gauche) à Quierzy, après avoir traversé 36 communes.

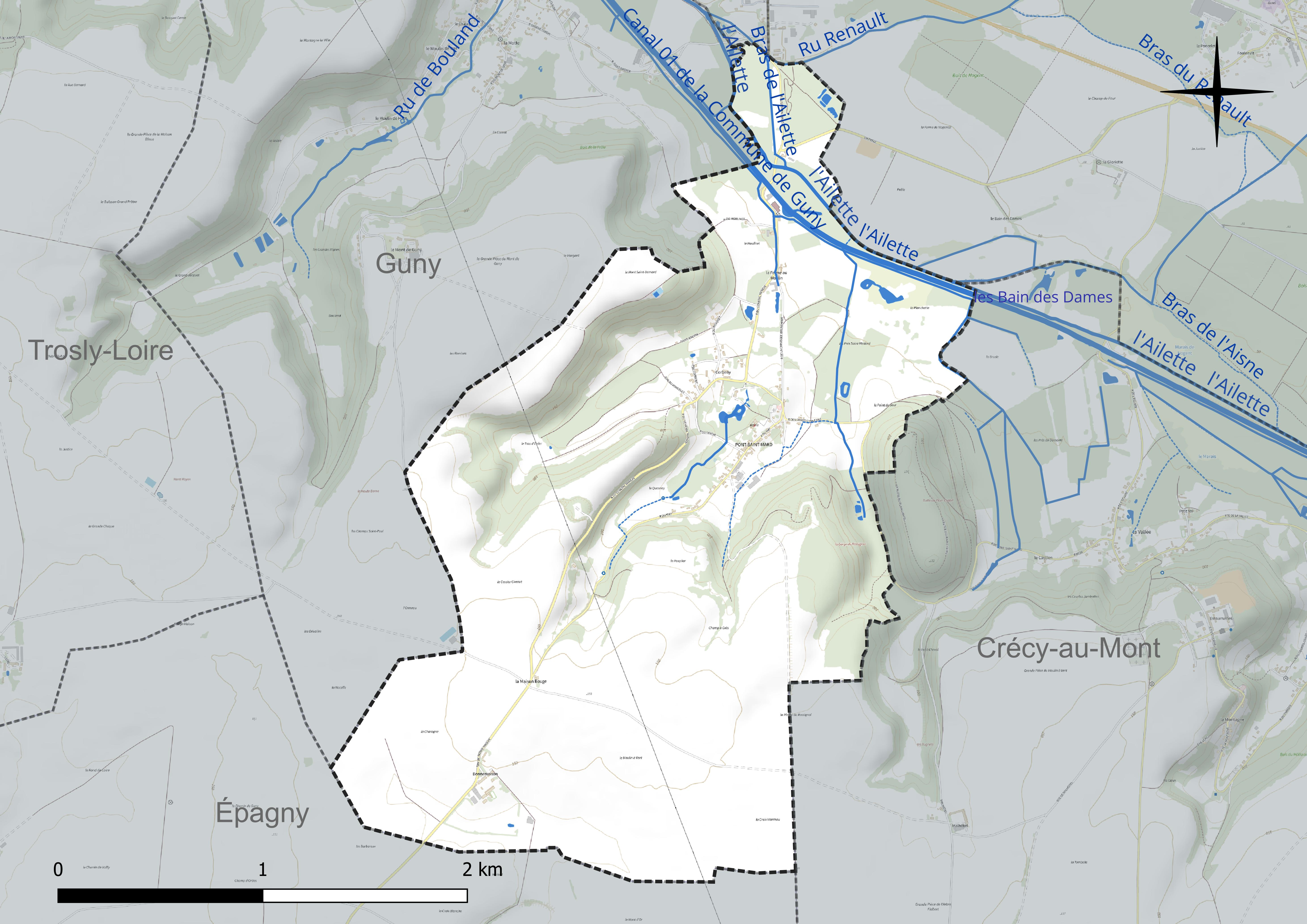
Réseau hydrographique de Pont-Saint-Mard.

### Climat
Pour des articles plus généraux, voir Climat des Hauts-de-France et Climat de l'Aisne.
En 2010, le climat de la commune est de type climat océanique dégradé des plaines du Centre et du Nord, selon une étude du CNRS s'appuyant sur une série de données couvrant la période 1971-2000. En 2020, Météo-France publie une typologie des climats de la France métropolitaine dans laquelle la commune est exposée à un climat océanique altéré et est dans la région climatique Nord-est du bassin Parisien, caractérisée par un ensoleillement médiocre, une pluviométrie moyenne régulièrement répartie au cours de l'année et un hiver froid (3 °C).
Pour la période 1971-2000, la température annuelle moyenne est de 10,5 °C, avec une amplitude thermique annuelle de 14,6 °C. Le cumul annuel moyen de précipitations est de 735 mm, avec 12,1 jours de précipitations en janvier et 8,7 jours en juillet. Pour la période 1991-2020, la température moyenne annuelle observée sur la station météorologique la plus proche, située sur la commune de Chauny à 14 km à vol d'oiseau, est de 11,1 °C et le cumul annuel moyen de précipitations est de 709,9 mm,. Pour l'avenir, les paramètres climatiques de la commune estimés pour 2050 selon différents scénarios d'émission de gaz à effet de serre sont consultables sur un site dédié publié par Météo-France en novembre 2022.

## Urbanisme

### Typologie
Au 1er janvier 2024, Pont-Saint-Mard est catégorisée commune rurale à habitat dispersé, selon la nouvelle grille communale de densité à 7 niveaux définie par l'Insee en 2022.
Elle est située hors unité urbaine. Par ailleurs la commune fait partie de l'aire d'attraction de Soissons, dont elle est une commune de la couronne,. Cette aire, qui regroupe 92 communes, est catégorisée dans les aires de 50 000 à moins de 200 000 habitants,.

### Occupation des sols
L'occupation des sols de la commune, telle qu'elle ressort de la base de données européenne d'occupation biophysique des sols Corine Land Cover (CLC), est marquée par l'importance des territoires agricoles (71,6 % en 2018), une proportion sensiblement équivalente à celle de 1990 (71,8 %). La répartition détaillée en 2018 est la suivante : 
terres arables (54,1 %), forêts (28,4 %), prairies (9,2 %), zones agricoles hétérogènes (8,3 %), zones urbanisées (0,1 %).
L'évolution de l'occupation des sols de la commune et de ses infrastructures peut être observée sur les différentes représentations cartographiques du territoire : la carte de Cassini (XVIIIe siècle), la carte d'état-major (1820-1866) et les cartes ou photos aériennes de l'IGN pour la période actuelle (1950 à aujourd'hui).

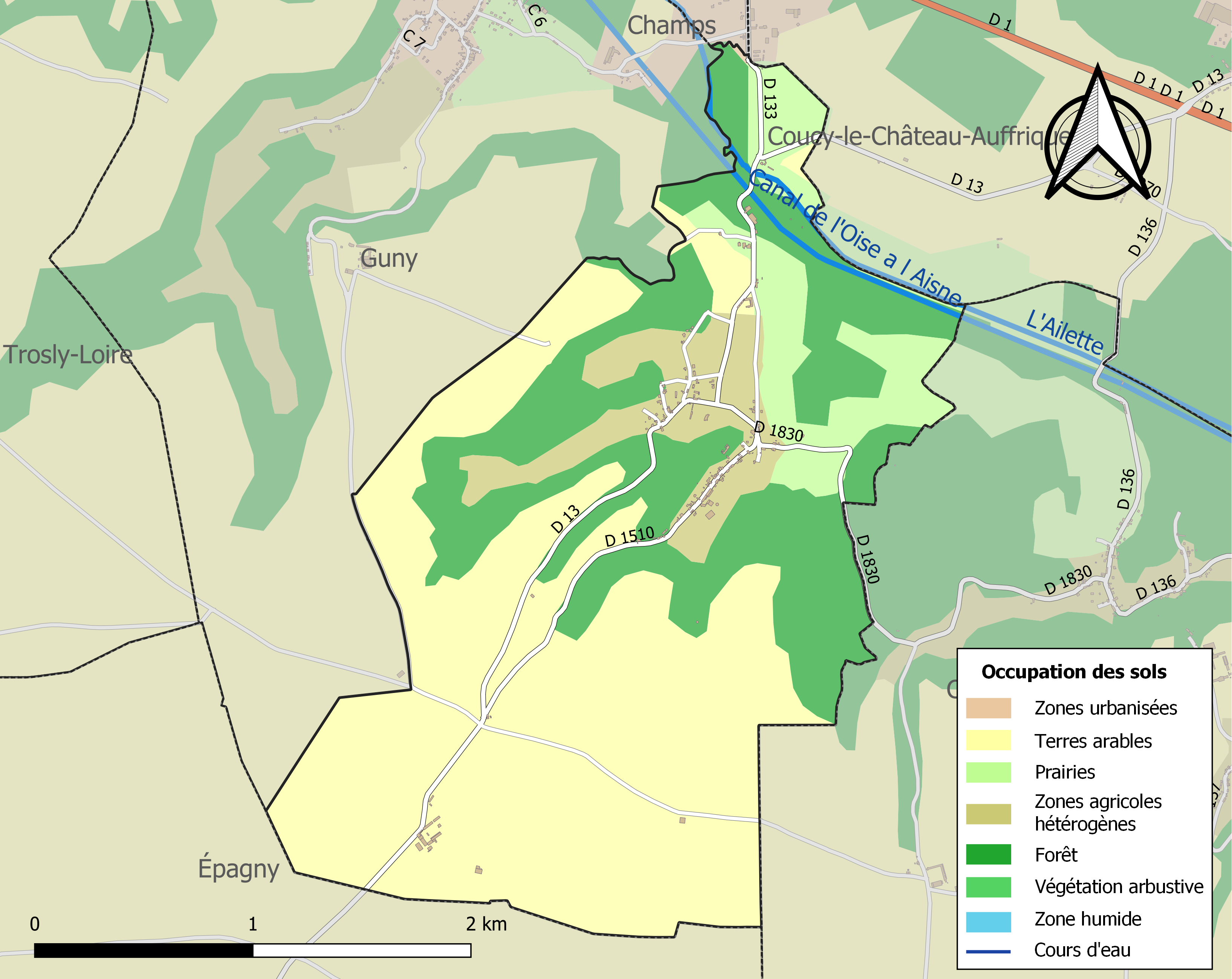
Carte de l'occupation des sols de la commune en 2018 (CLC).

## Toponymie
Le nom de la localité est attesté sous les formes Pons-Sancti-Medardi (1100) ; Pont-Sainct-Maard (1296) ; Pont-Saint-Marcq (1375) ; Pont-Saint-Mard-lez-Guny (1384) ; Pont-Saint-Marc (1384) ; Pon-Saint-Mart (1646) ; Pont-sur-Ailette, Pont-sur-l'Élette (1793).

Durant la Révolution, la commune porte le nom de Pont-sur-Lette.
De l'oïl pont et de l'hagiotoponyme Saint-Mard qui fait référence à Médard de Noyon (en latin Medardus), ou saint Médard, ou saint Mard, ce qui est une évolution phonétique normale en français, il fut évêque de Noyon, né vers 456 à Salency en Picardie et mort le 8 juin 560 à Noyon. L'église de la commune lui est dévouée.

## Histoire
- En 1940, la commune est un haut lieu de la bataille de l'Ailette.

## Politique et administration

### Découpage territorial
La commune de Pont-Saint-Mard est membre de la communauté de communes Picardie des Châteaux, un établissement public de coopération intercommunale (EPCI) à fiscalité propre créé le 1er janvier 2017 dont le siège est à Pinon. Ce dernier est par ailleurs membre d'autres groupements intercommunaux.
Sur le plan administratif, elle est rattachée à l'arrondissement de Laon, au département de l'Aisne et à la région Hauts-de-France. Sur le plan électoral, elle dépend du  canton de Vic-sur-Aisne pour l'élection des conseillers départementaux, depuis le redécoupage cantonal de 2014 entré en vigueur en 2015, et de la quatrième circonscription de l'Aisne  pour les élections législatives, depuis le dernier découpage électoral de 2010.

### Administration municipale

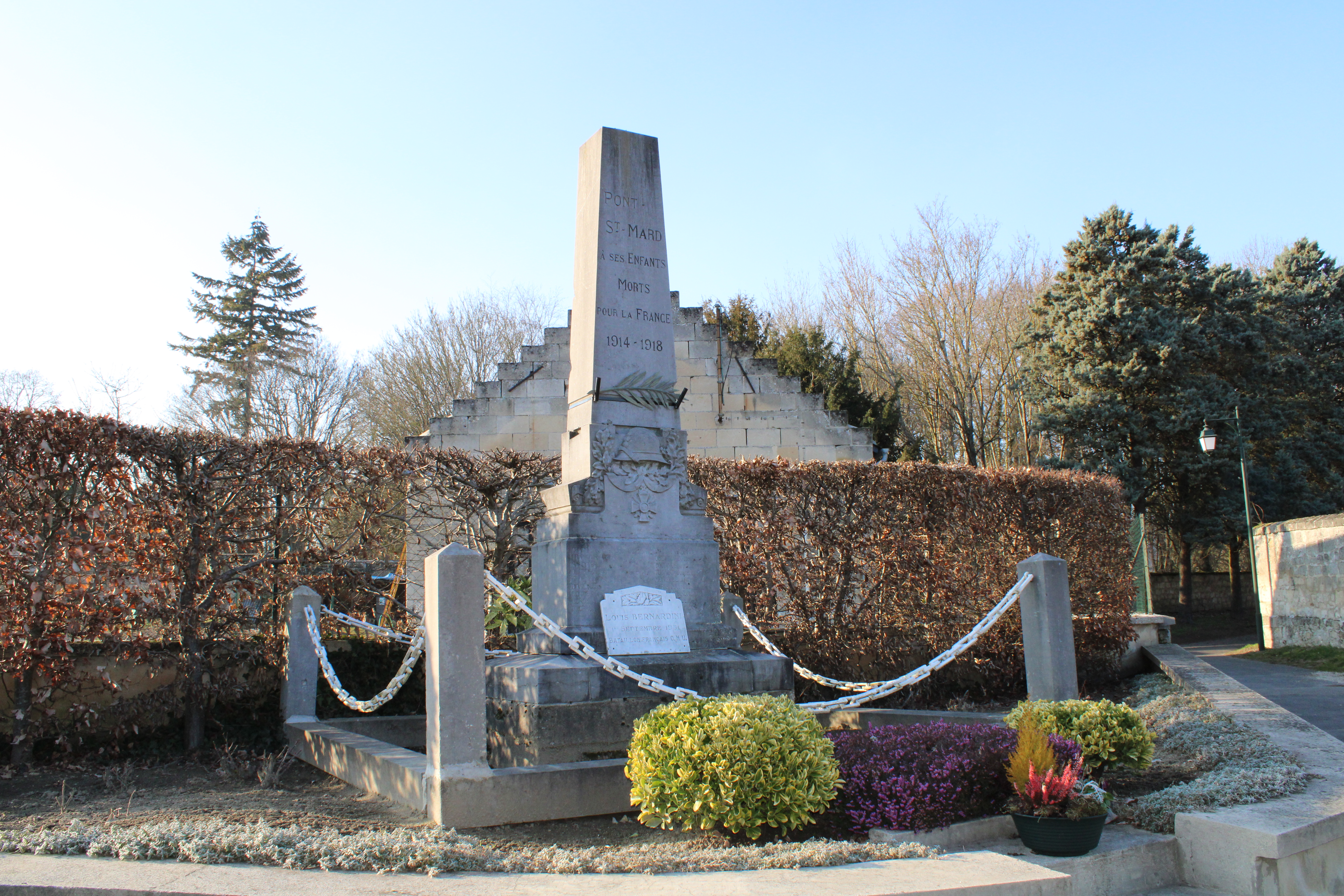
Le monument aux morts.

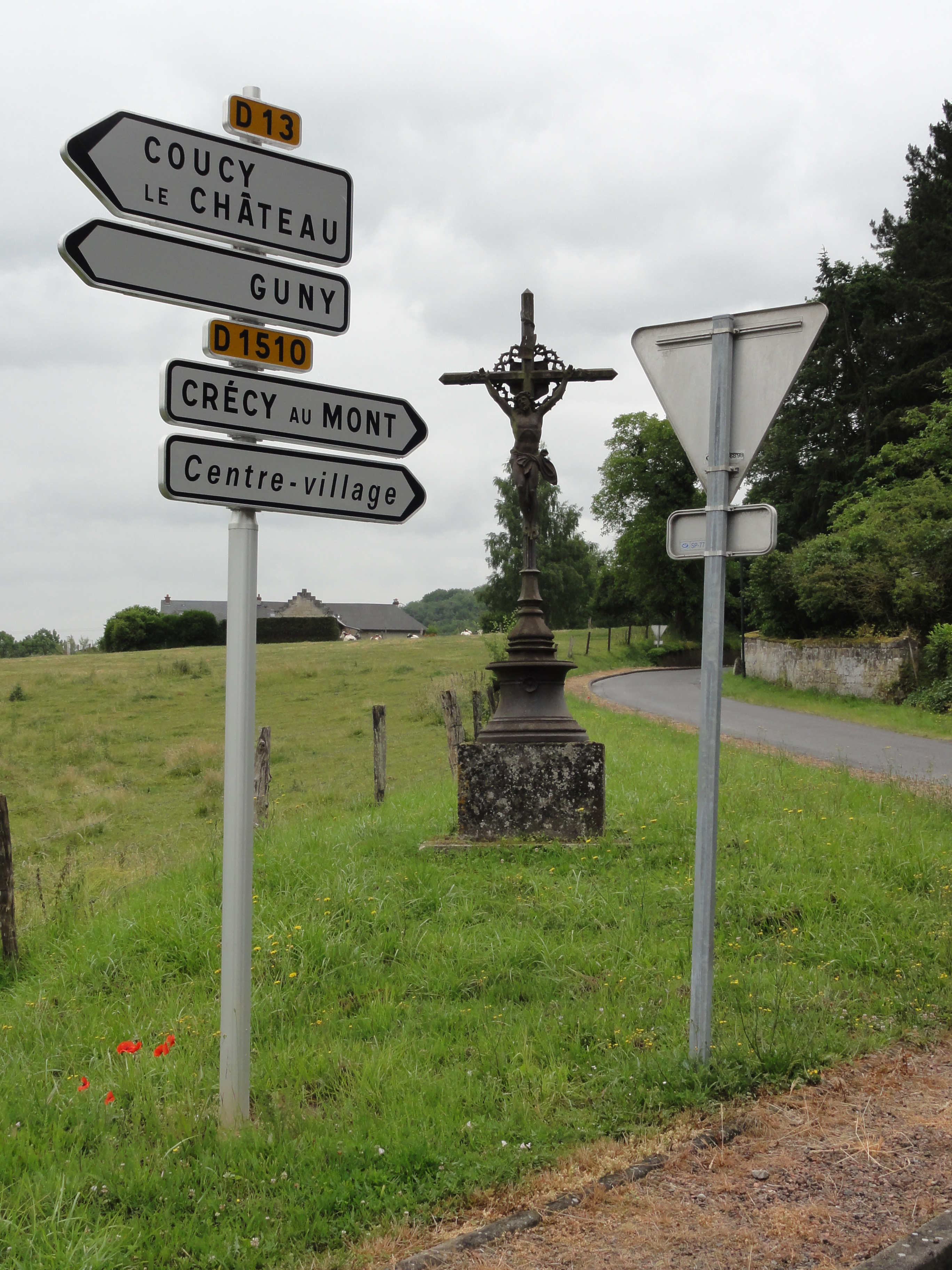
Croix de chemin au carrefour du bourg.
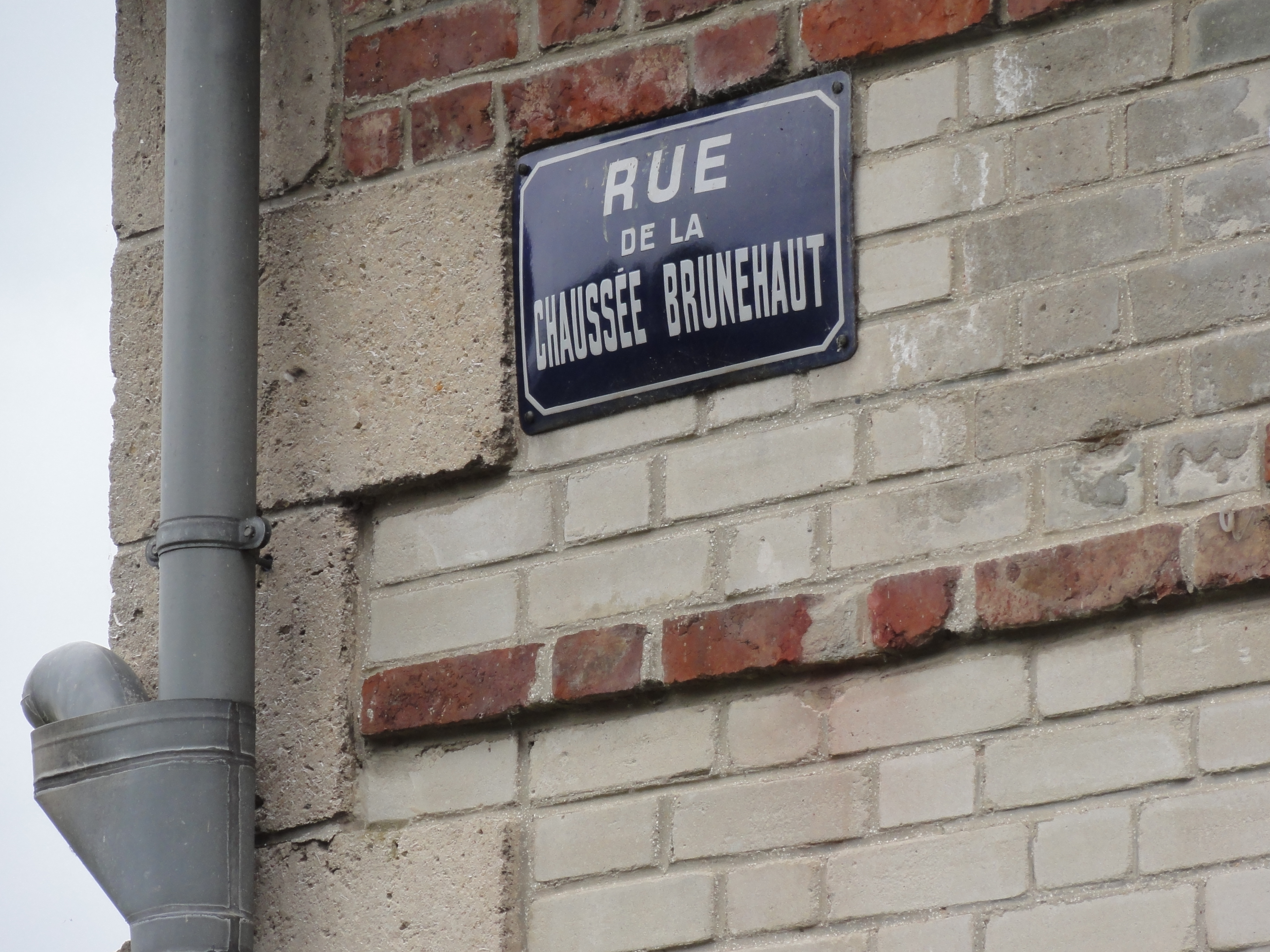
Panneau rue de la Chaussée-Brunehaut.

| Période                                  | Période                       | Identité              | Étiquette | Qualité                        |
| ---------------------------------------- | ----------------------------- | --------------------- | --------- | ------------------------------ |
| Les données manquantes sont à compléter. |                               |                       |           |                                |
|                                          | 1878                          | d'Auvigny             |           |                                |
| 1879                                     |                               | Gourmant              |           |                                |
| avant 1988                               | mars 2008                     | Hubert de Fay         |           |                                |
| mars 2008                                | mai 2020                      | Jean-Michel Coorévits |           | Réélu pour le mandat 2014-2020 |
| mai 2020                                 | En cours (au 13 juillet 2020) | Hervé Barillet        |           |                                |

## Démographie
L'évolution du nombre d'habitants est connue à travers les recensements de la population effectués dans la commune depuis 1793. Pour les communes de moins de 10 000 habitants, une enquête de recensement portant sur toute la population est réalisée tous les cinq ans, les populations de référence des années intermédiaires étant quant à elles estimées par interpolation ou extrapolation. Pour la commune, le premier recensement exhaustif entrant dans le cadre du nouveau dispositif a été réalisé en 2006.

En 2022, la commune comptait 185 habitants, en évolution de −8,87 % par rapport à 2016 (Aisne : −1,97 %, France hors Mayotte : +2,11 %).
| 1793 | 1800 | 1806 | 1821 | 1831 | 1836 | 1841 | 1846 | 1851 |
| ---- | ---- | ---- | ---- | ---- | ---- | ---- | ---- | ---- |
| 340  | 411  | 403  | 440  | 512  | 505  | 511  | 527  | 490  |

| 1856 | 1861 | 1866 | 1872 | 1876 | 1881 | 1886 | 1891 | 1896 |
| ---- | ---- | ---- | ---- | ---- | ---- | ---- | ---- | ---- |
| 473  | 460  | 462  | 437  | 466  | 437  | 414  | 365  | 403  |

| 1901 | 1906 | 1911 | 1921 | 1926 | 1931 | 1936 | 1946 | 1954 |
| ---- | ---- | ---- | ---- | ---- | ---- | ---- | ---- | ---- |
| 394  | 398  | 412  | 166  | 219  | 254  | 285  | 296  | 253  |

| 1962 | 1968 | 1975 | 1982 | 1990 | 1999 | 2006 | 2011 | 2016 |
| ---- | ---- | ---- | ---- | ---- | ---- | ---- | ---- | ---- |
| 257  | 235  | 220  | 201  | 195  | 179  | 179  | 191  | 203  |

| 2021 | 2022 | - | - | - | - | - | - | - |
| ---- | ---- | - | - | - | - | - | - | - |
| 194  | 185  | - | - | - | - | - | - | - |

## Lieux et monuments
- Église Saint-Médard de Pont-Saint-Mard.
- Monument aux morts.
- Château de Pont-Saint-Mard.
- Oratoire.
- Une ancienne voie ferrée (tramway) passe par Bonnemaison sur le plateau.

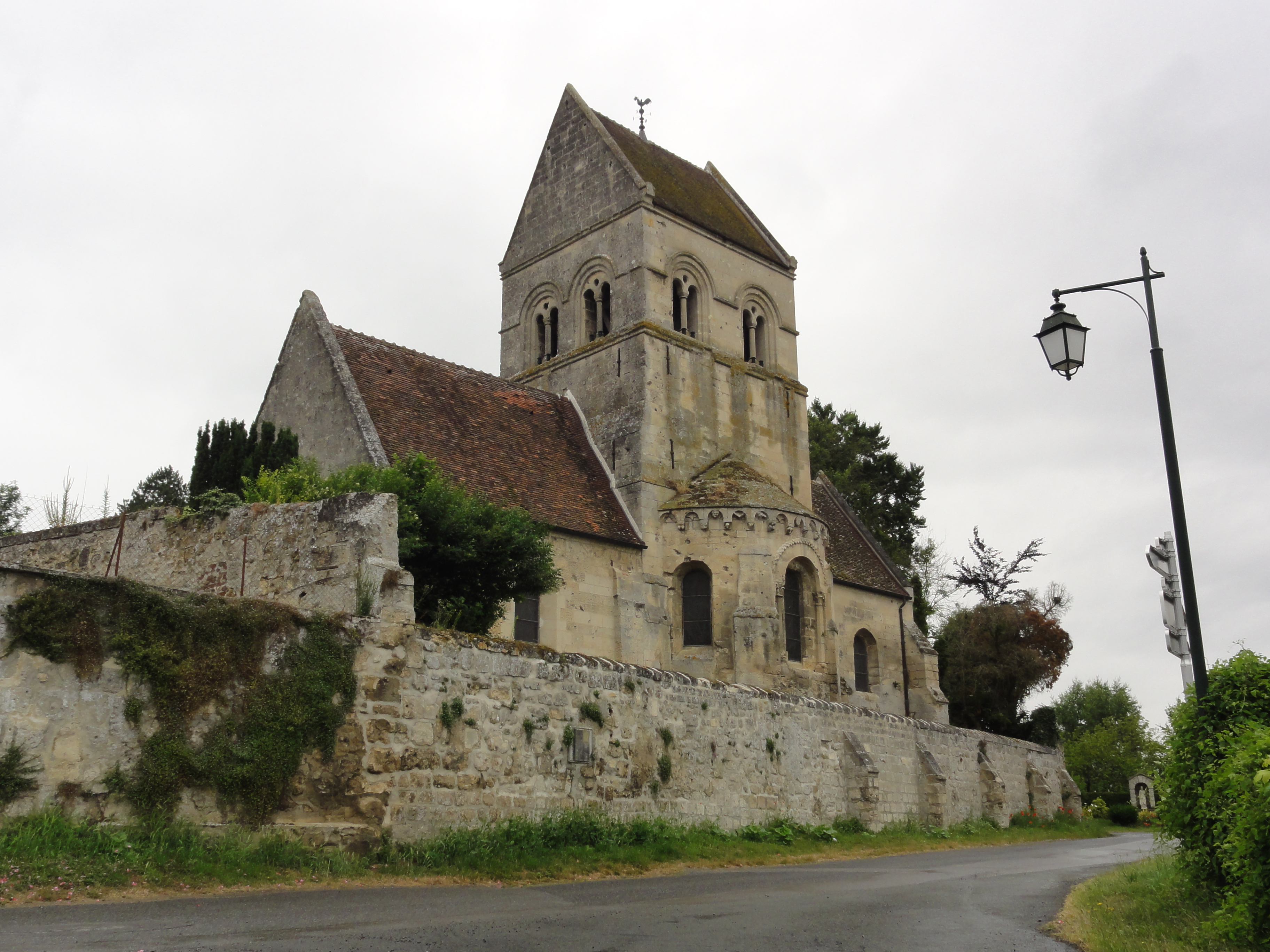
Église Saint-Médard.
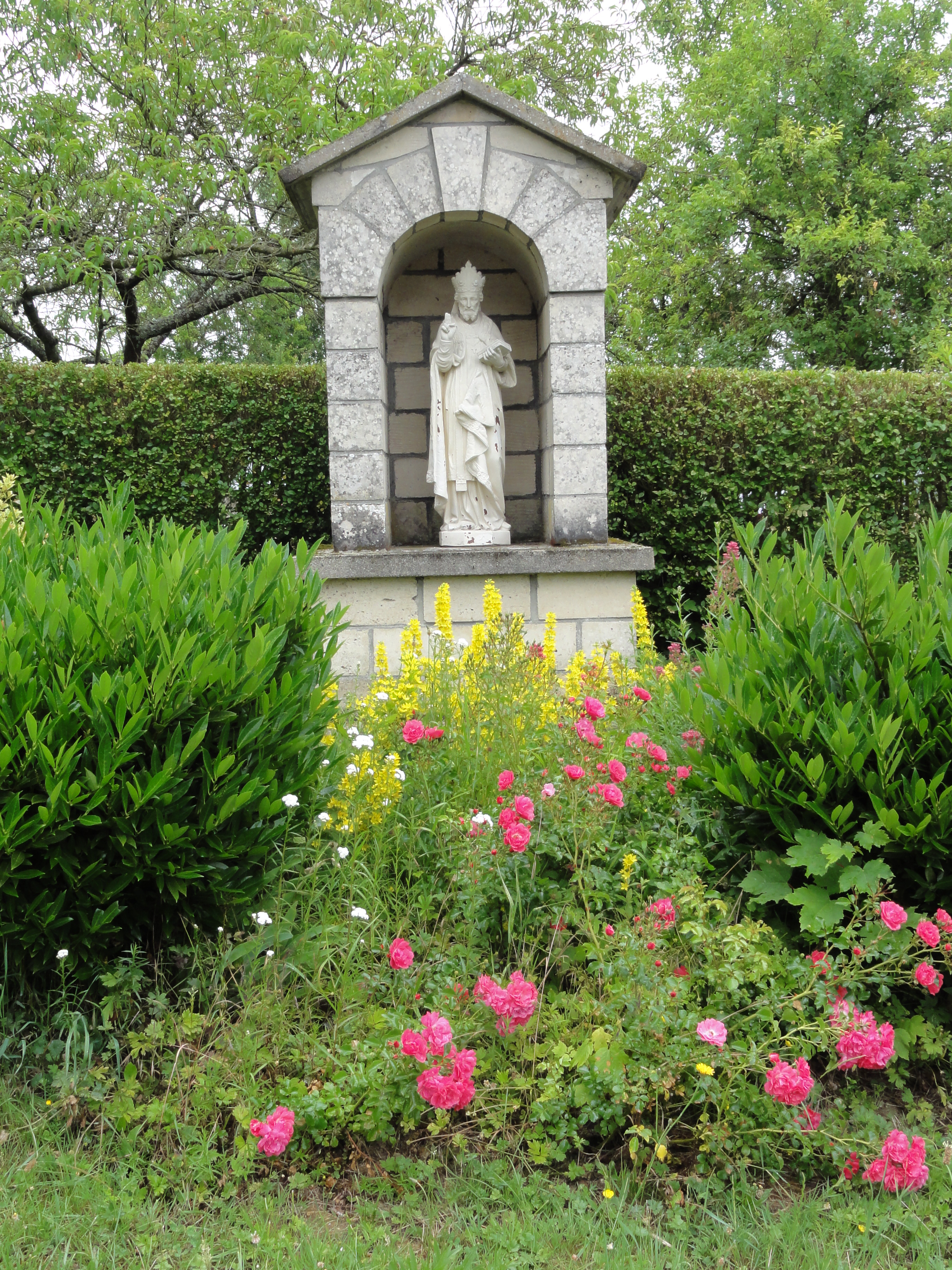
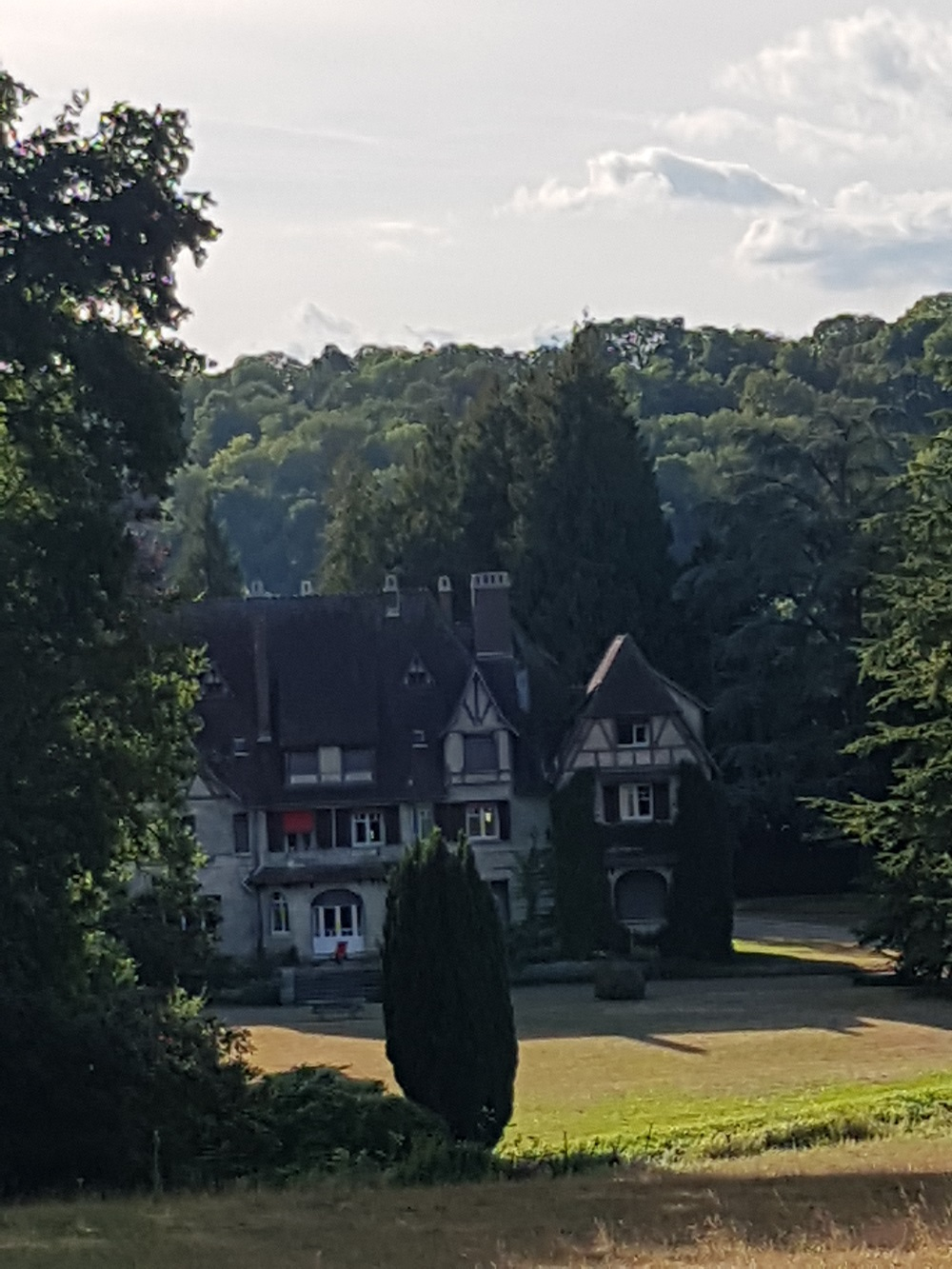
Château de Pont-Saint-Mard.
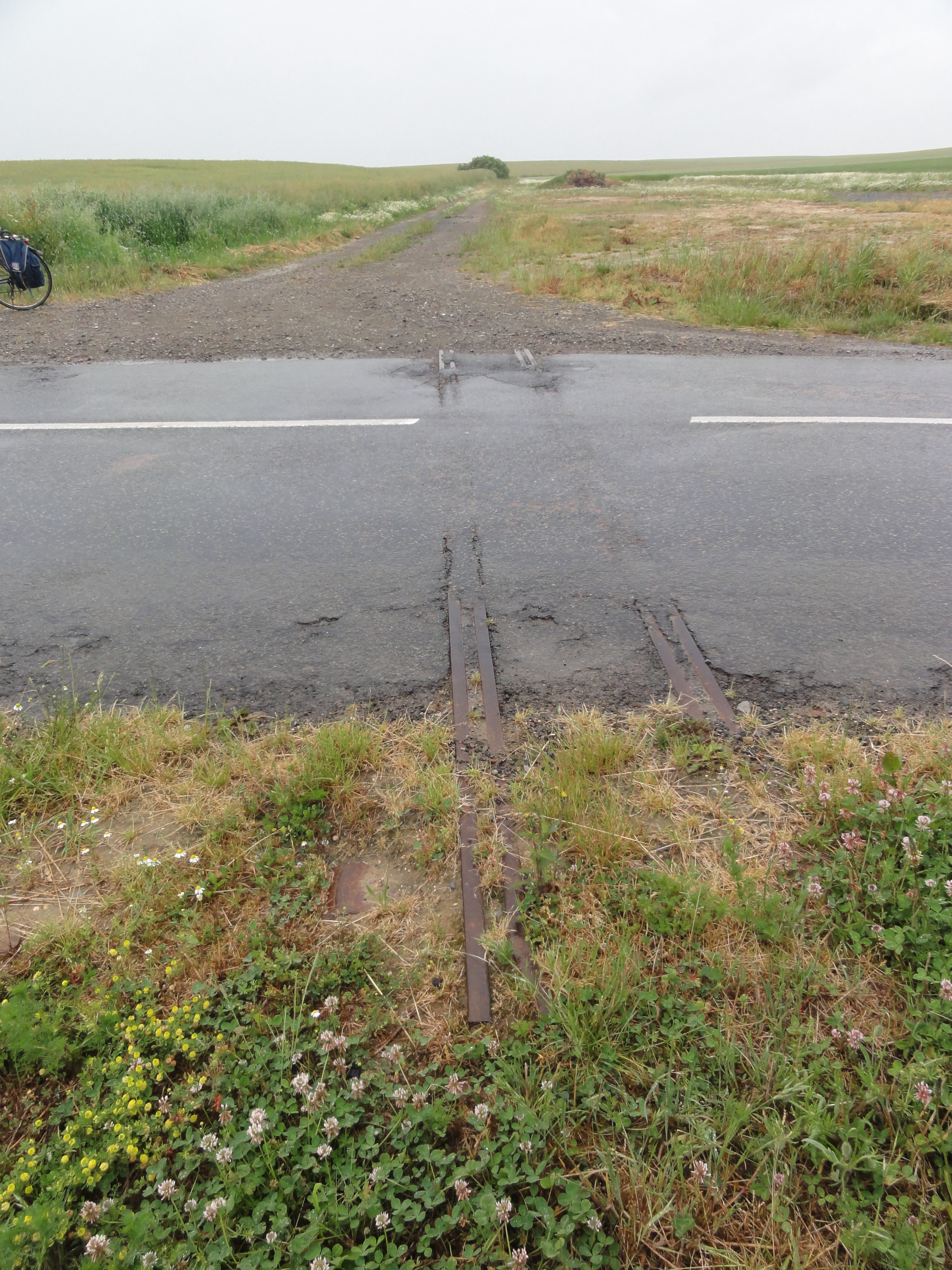
Tracé du tramway à Bonnemaison.